# 马尔沃若勒
马尔沃若勒（法語：Marvejols，法語發音：[maʁvəʒɔl]），法国南部城市，奥克西塔尼大区洛泽尔省的一个市镇，隶属于芒德区，其市镇面积为12.45平方公里，2022年1月1日时人口数量为4,752人，是该省人口第二多的市镇，在法国城市中排名第2,363位。
马尔沃若勒位于洛泽尔省西部，科拉涅河畔，是一个区域性的中心城市，A75高速公路、贝济耶－讷萨格铁路和多条公路在此交汇。

## 地名来源
根据法国历史学家埃内斯特·内格尔的论述，“马尔沃若勒”一名最初于中世纪中期以“Marojol”的形式被记载，意为“大片的林间田地”，其中“Maro”来源于高卢语，意为“大的、广阔的”。

## 历史

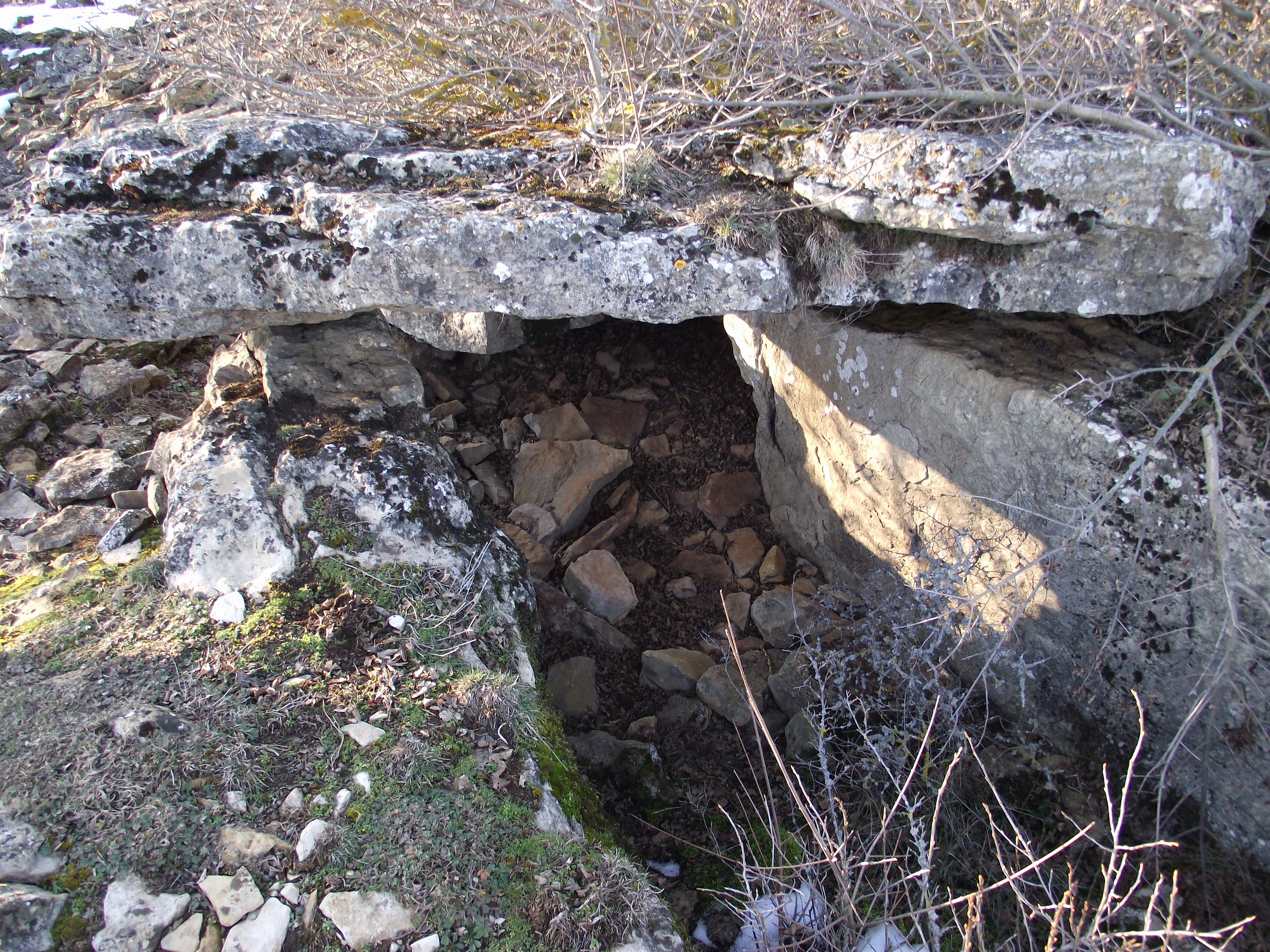
新石器时期的一处人类活动遗址

马尔沃若勒附近区域曾发现新石器时期的人类活动遗迹。高卢-罗马时期，马尔沃若勒所处热沃当地区为加巴勒人的活动范围，都尔的额我略曾在《法兰克民族史》中对马尔沃若勒有所提及。中世纪中期，马尔沃若勒是希拉克地区圣索沃尔修道院的一处领地。11至12世纪，马尔沃若勒逐渐发展成为一处商业集镇。1307年，法兰西国王腓力四世与芒德主教纪尧姆六世签订帕雷阿日，热沃当被一分为三，其中马尔沃若勒所处的热沃当西部地区成为王室直属区域。1360年，环绕马尔沃若勒的城墙建成。宗教战争期间，马尔沃若勒被新教徒占领，圣巴多罗买大屠杀后，当地多处建筑被损毁。1720年，马尔沃若勒爆发黑死病疫情，当地超过半数的居民在疫情中丧生。法国大革命后，热沃当行省被洛泽尔省代替，马尔沃若勒成为该省的一个市镇和地区行署，自1800年起成为副省会，下属马尔沃若勒区。工业革命期间，纵贯中央高原的贝济耶－讷萨格铁路于1884年建成通车，马尔沃若勒是该铁路线上的重要一站。1926年，马尔沃若勒副省政府被撤销，其下属的区整体并入芒德。1960年，马尔沃若勒境内建成了一处大型残疾儿童帮助中心。2015年6月1日，前马尔沃若勒市长让·鲁容（Jean Roujon）因不堪地方债务危机而自杀，时任马尔沃若勒市长的让-弗朗索瓦·德卢斯塔尔（Jean-François Deloustal）因此引咎辞职。

## 地理

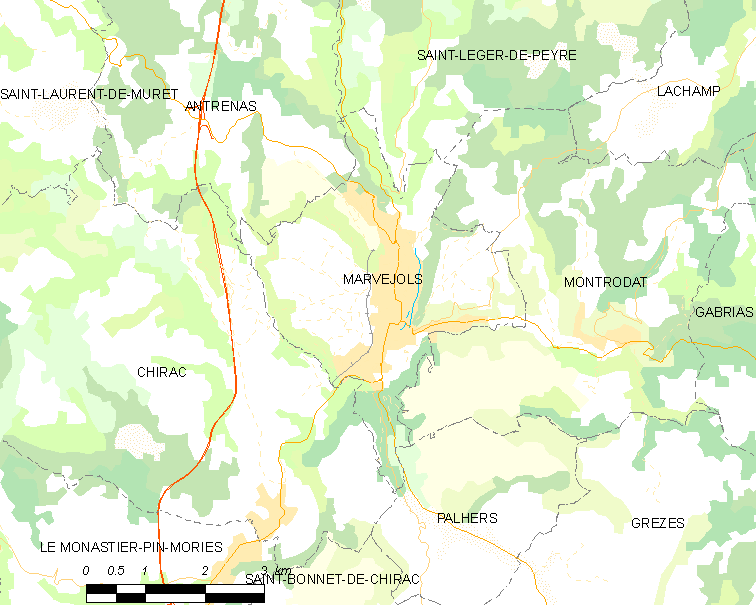
马尔沃若勒市镇范围地图

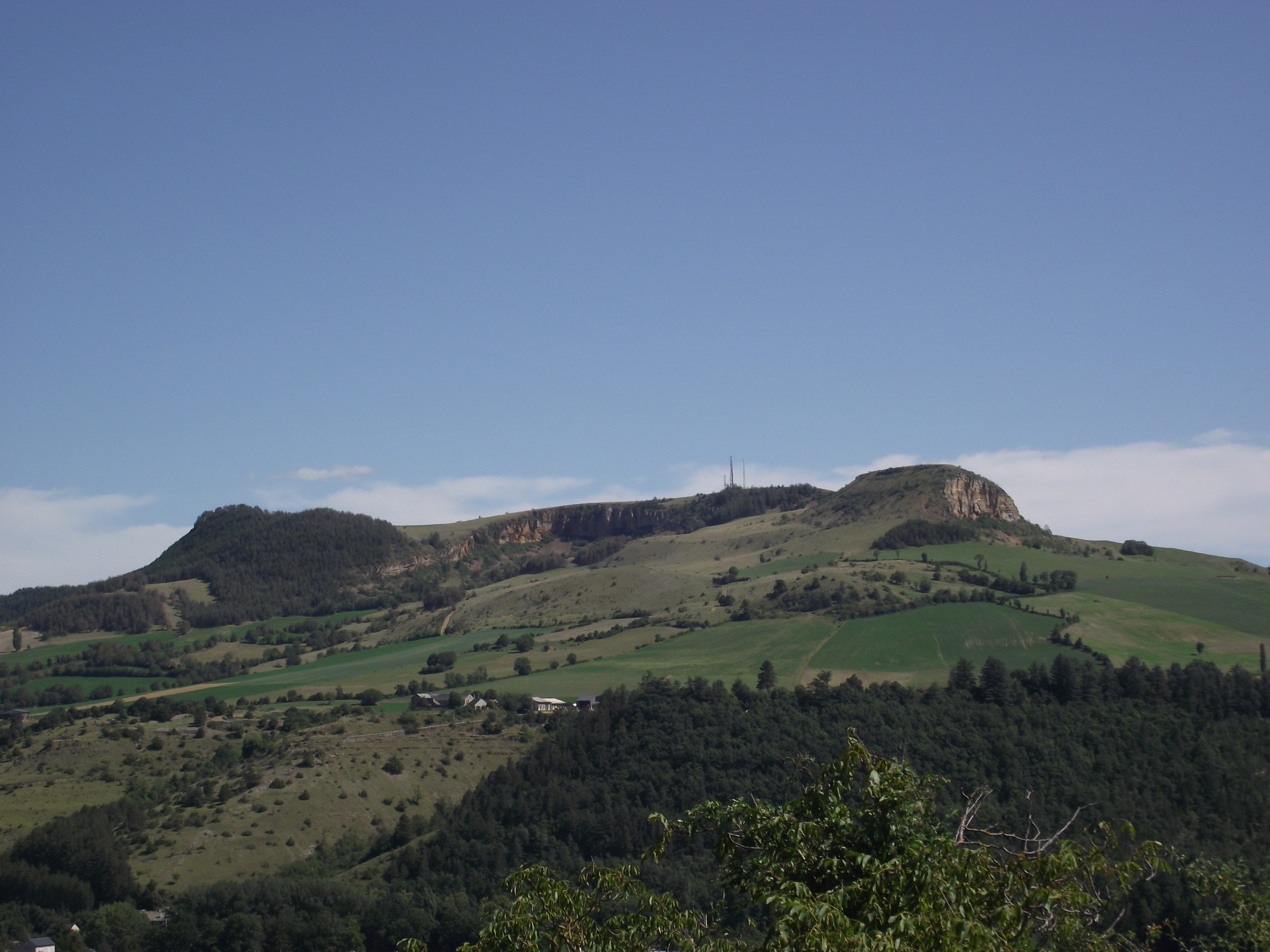
南部特吕克山

马尔沃若勒位于法国南部，奥克西塔尼大区东北部和洛泽尔省西部，距离省会芒德大约25公里。与马尔沃若勒接壤的市镇包括：圣莱热德佩尔、蒙罗达、帕耶尔、昂特雷纳、科拉涅河畔堡。

### 地形
马尔沃若勒位于法国中央高原南部腹地，境内以丘陵和山地为主，市镇中心位于一处河谷之中，东南部为南部特吕克山，全境海拔在632到918米之间。

### 水文
科拉涅河自北向南流经境内，该河是洛特河的右岸支流，属于加龙河水系。

### 植被
马尔沃若勒属于温带阔叶混交林区，部分高海拔地区有针叶林分布，林地主要分布于河谷及山地地区。
在鲜花城市的评比中，马尔沃若勒暂未被评级。

### 气候
马尔沃若勒在柯本气候分类法中属于山地气候，因其海拔较高，冬季常出现大规模降雪天气。
距离马尔沃若勒最近的常年气象站位于市区东部的蒙特罗达境内，以下为该气象站的数据（其中日照数据取自米约）：
| 蒙特罗达1981年－2010年 | 蒙特罗达1981年－2010年 | 蒙特罗达1981年－2010年 | 蒙特罗达1981年－2010年 | 蒙特罗达1981年－2010年 | 蒙特罗达1981年－2010年 | 蒙特罗达1981年－2010年 | 蒙特罗达1981年－2010年 | 蒙特罗达1981年－2010年 | 蒙特罗达1981年－2010年 | 蒙特罗达1981年－2010年 | 蒙特罗达1981年－2010年 | 蒙特罗达1981年－2010年 | 蒙特罗达1981年－2010年 |
| 月份                   | 1月                    | 2月                    | 3月                    | 4月                    | 5月                    | 6月                    | 7月                    | 8月                    | 9月                    | 10月                   | 11月                   | 12月                   | 全年                   |
| ---------------------- | ---------------------- | ---------------------- | ---------------------- | ---------------------- | ---------------------- | ---------------------- | ---------------------- | ---------------------- | ---------------------- | ---------------------- | ---------------------- | ---------------------- | ---------------------- |
| 历史最高温 °C（°F）    | 17.5 (63.5)            | 21.7 (71.1)            | 24 (75)                | 28 (82)                | 31 (88)                | 36.4 (97.5)            | 38.6 (101.5)           | 38.2 (100.8)           | 35 (95)                | 29.5 (85.1)            | 22.5 (72.5)            | 19 (66)                | 38.6 (101.5)           |
| 平均高温 °C（°F）      | 5.9 (42.6)             | 7.3 (45.1)             | 10.8 (51.4)            | 13.5 (56.3)            | 18.3 (64.9)            | 22.5 (72.5)            | 26.3 (79.3)            | 25.6 (78.1)            | 20.9 (69.6)            | 15.5 (59.9)            | 9.5 (49.1)             | 6.7 (44.1)             | 15.2 (59.4)            |
| 日均气温 °C（°F）      | 2 (36)                 | 2.7 (36.9)             | 5.5 (41.9)             | 8 (46)                 | 12.1 (53.8)            | 15.9 (60.6)            | 18.9 (66.0)            | 18.4 (65.1)            | 14.6 (58.3)            | 10.6 (51.1)            | 5.5 (41.9)             | 2.8 (37.0)             | 9.8 (49.6)             |
| 平均低温 °C（°F）      | −2 (28)                | −1.8 (28.8)            | 0.3 (32.5)             | 2.4 (36.3)             | 5.9 (42.6)             | 9.3 (48.7)             | 11.6 (52.9)            | 11.3 (52.3)            | 8.2 (46.8)             | 5.7 (42.3)             | 1.5 (34.7)             | −1.1 (30.0)            | 4.3 (39.7)             |
| 历史最低温 °C（°F）    | −21 (−6)               | −17 (1)                | −15 (5)                | −7.5 (18.5)            | −2.6 (27.3)            | −1 (30)                | 3.5 (38.3)             | 0.5 (32.9)             | −1 (30)                | −7 (19)                | −11 (12)               | −17.3 (0.9)            | −21 (−6)               |
| 平均降水量 mm（）      | 59.5 (2.34)            | 52.4 (2.06)            | 44.7 (1.76)            | 81.9 (3.22)            | 82 (3.2)               | 66.4 (2.61)            | 44.3 (1.74)            | 66.7 (2.63)            | 83.3 (3.28)            | 89 (3.5)               | 78.7 (3.10)            | 64.9 (2.56)            | 813.8 (32.04)          |
| 月均日照時數           | 100.3                  | 126.9                  | 173                    | 183.4                  | 217.6                  | 262.1                  | 296                    | 260.9                  | 207.7                  | 132.1                  | 99.6                   | 98.1                   | 2,157.7                |
| 来源：infoclimat.fr    |                        |                        |                        |                        |                        |                        |                        |                        |                        |                        |                        |                        |                        |

## 行政区划
马尔沃若勒是法国奥克西塔尼大区洛泽尔省的一个市镇，编号为48092。马尔沃若勒隶属于芒德区和洛泽尔省选区，管理马尔沃若勒县，同时也是热沃当市镇公共社区的办公驻地。
法国国家统计与经济研究所（简称）在进行数据统计时，将马尔沃若勒及相邻的蒙特罗达市镇设为马尔沃若勒城市核心区，并将包括核心区在内的周边共7个市镇划为马尔沃若勒城市区。自2020年起，马尔沃若勒城市区被包含10个市镇的马尔沃若勒城市辐射区代替。此外，还将马尔沃若勒市镇分为了2个“块区”（IRIS），以便于统计人口分布情况。

## 交通

### 公路
A75高速公路经过马尔沃若勒附近，此外多条洛泽尔省省道在马尔沃若勒境内交汇。奥克西塔尼大区下属的城际客运提供巴士线路，可前往芒德和克莱蒙费朗。
| 克莱蒙费朗 | 158 |

| 圣弗卢尔 | 63 |

| 蒙彼利埃 | 175 |

| 米约 | 70 |

| 芒德 | 25 |

| 巴尔谢日 | 20 |

| 罗德兹 | 84 |

| 科拉涅河畔堡 | 5 |

2018年，53.2%的马尔沃若勒家庭拥有至少一辆私人汽车。2019年，马尔沃若勒境内共发生各类交通事故4起，造成1人遇难，3人受伤。

### 铁路

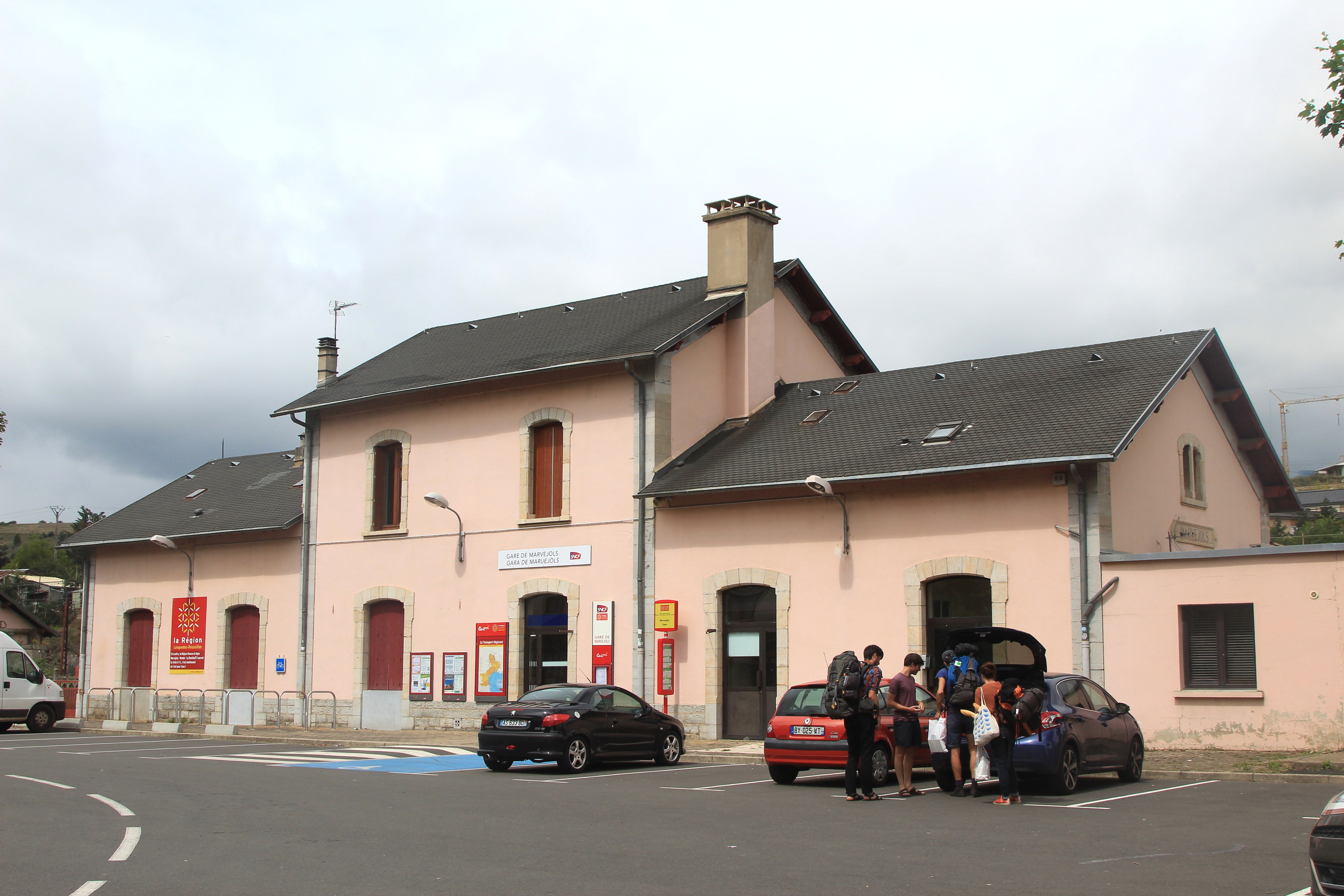
马尔沃若勒火车站主站房

马尔沃若勒位于贝济耶－讷萨格铁路上，该铁路曾为法国重要的南北干线，1932至2010年间为电气化铁路，其客运量随着高速铁路及公路的建成而大幅减少。马尔沃若勒站位于市区西南部，停靠往返于贝济耶和讷萨格之间的城际列车，以及始发前往芒德方向的区域列车。

### 航空
距离马尔沃若勒最近的民用航空站为罗德兹机场，距离马尔沃若勒市中心的公路里程约93公里。

### 城市公共交通
截至2022年1月，马尔沃若勒暂无城市公共交通系统。

## 政治

### 市政内阁

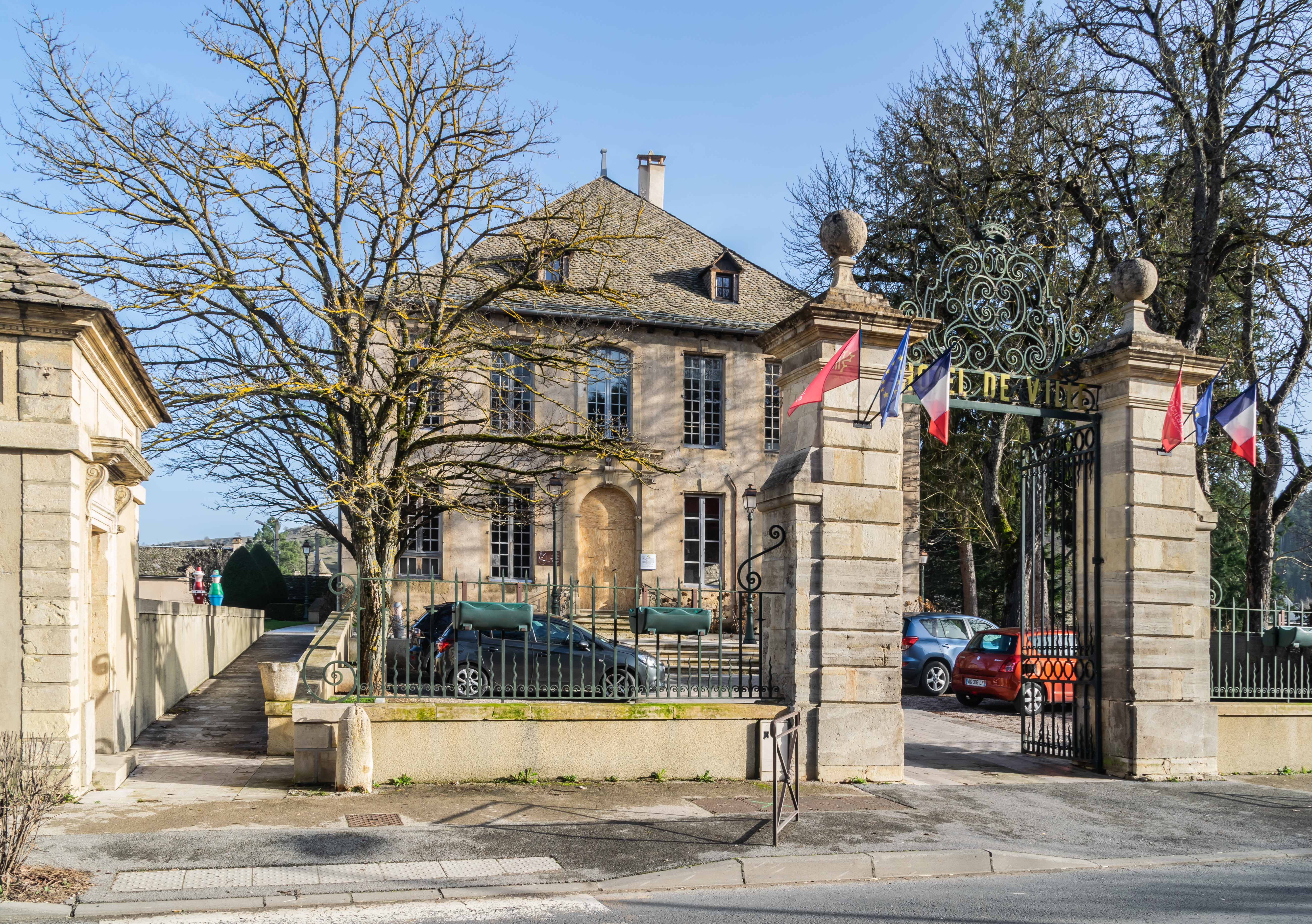
马尔沃若勒市政厅

马尔沃若勒的现任市长为帕特里西娅·布雷蒙女士（Patricia Brémond），她是一名左翼无党派人士，在2020年的市政选举中获得了63.96%的支持率。
| 马尔沃若勒历届市长 | 马尔沃若勒历届市长                             | 马尔沃若勒历届市长                 |
| 任期               | 市长                                           | 党派                               |
| ------------------ | ---------------------------------------------- | ---------------------------------- |
| 1944年－1947年     | Antoine Podevigne 安托万·波德维涅              | 不详                               |
| 1947年－1951年     | Jean Roujon 让·鲁容                            | 不详                               |
| 1951年－1953年     | Marcel Buc 马塞尔·比克                         | 不详                               |
| 1953年－1965年     | Gilbert de Chambrun 吉尔贝·德尚布兰            | UPR进步者联盟                      |
| 1965年－1971年     | Jules Roujon 朱尔·鲁容                         | RI独立激进党                       |
| 1971年－1983年     | Gilbert de Chambrun 吉尔贝·德尚布兰            | UPR进步者联盟                      |
| 1983年－1985年     | Jules Roujon 朱尔·鲁容                         | RI独立激进党                       |
| 1985年－1995年     | Georges Meissonnier 乔治·梅索尼耶              | RPR保衛共和聯盟                    |
| 1995年－2014年     | Jean Roujon 让·鲁容                            | UMP人民运动联盟 →DVD右翼无党派人士 |
| 2014年－2015年     | Jean-François Deloustal 让-弗朗索瓦·德鲁斯塔尔 | UMP人民运动联盟 →LR共和黨          |
| 2015年－2020年     | Marcel Merle 马塞尔·梅尔勒                     | PS社会党                           |
| 2020年－           | Patricia Brémond 帕特里西娅·布雷蒙             | DVG左翼无党派人士                  |

### 各级选举
| 马尔沃若勒历届投票选举结果 | 马尔沃若勒历届投票选举结果 | 马尔沃若勒历届投票选举结果 | 马尔沃若勒历届投票选举结果 | 马尔沃若勒历届投票选举结果      | 马尔沃若勒历届投票选举结果 | 马尔沃若勒历届投票选举结果 | 马尔沃若勒历届投票选举结果      | 马尔沃若勒历届投票选举结果 | 马尔沃若勒历届投票选举结果 |
| 选举项目                   | 选举范围                   | 选区单位                   | 选举结果                   | 选举结果                        | 选举结果                   | 选举结果                   | 选举结果                        | 选举结果                   | 参考资料                   |
| 选举项目                   | 选举范围                   | 选区单位                   | 第一轮胜出者               | 第一轮胜出者                    | 支持率                     | 第二轮胜出者               | 第二轮胜出者                    | 支持率                     | 参考资料                   |
| -------------------------- | -------------------------- | -------------------------- | -------------------------- | ------------------------------- | -------------------------- | -------------------------- | ------------------------------- | -------------------------- | -------------------------- |
| 2017年法國總統選舉         | 法國                       | 市镇                       |                            | 弗朗索瓦·菲永                   | 23.72%                     |                            | 埃马纽埃尔·马克龙               | 69.07%                     | [ 25 ]                     |
| 2017年法国立法选举         | 洛泽尔省选区               | 市镇                       |                            | 皮埃尔·莫雷拉吕西耶             | 30.52%                     |                            | 皮埃尔·莫雷拉吕西耶             | 54.11%                     | [ 25 ]                     |
| 2019年欧洲议会选举         | 法國                       | 市镇                       |                            | 行驶权力党                      | 21.75%                     | （不适用）                 | （不适用）                      | （不适用）                 | [ 25 ]                     |
| 2021年法国省级选举         | 洛泽尔省                   | 县                         |                            | 帕特里西娅·布雷蒙 吉尔贝·丰蒂涅 | 56.3%                      |                            | 帕特里西娅·布雷蒙 吉尔贝·丰蒂涅 | 53.11%                     | [ 26 ]                     |
| 2021年法国省级选举         | 洛泽尔省                   | 市镇                       |                            | 帕特里西娅·布雷蒙 吉尔贝·丰蒂涅 | 57.52%                     |                            | 帕特里西娅·布雷蒙 吉尔贝·丰蒂涅 | 54.79%                     | [ 26 ]                     |
| 2021年法国大区选举         | 奧克西塔尼大區             | 市镇                       |                            | 卡萝尔·德尔加                   | 47.69%                     |                            | 卡萝尔·德尔加                   | 59.73%                     | [ 27 ]                     |

## 人口
2018年，马尔沃若勒市镇人口数量为4,667，在法国排名第2,363位。其中男性2,185人，女性2,482人，75岁及以上人口占13.9%，外籍人口数量为1,240人，人口密度为375人/平方公里，当地居民被称为（男性）或（女性）。2019年，马尔沃若勒境内出生43人，死亡人口84人。
| 年份   | 1936  | 1946  | 1954  | 1962  | 1968  | 1975  | 1982  | 1990  | 1999  | 2006  | 2008  | 2013  | 2018  | 2019  |
| ------ | ----- | ----- | ----- | ----- | ----- | ----- | ----- | ----- | ----- | ----- | ----- | ----- | ----- | ----- |
| 人口數 | 3,831 | 3,700 | 3,610 | 3,934 | 4,490 | 5,296 | 5,573 | 5,476 | 5,501 | 5,132 | 5,011 | 4,907 | 4,667 | 4,684 |

## 经济

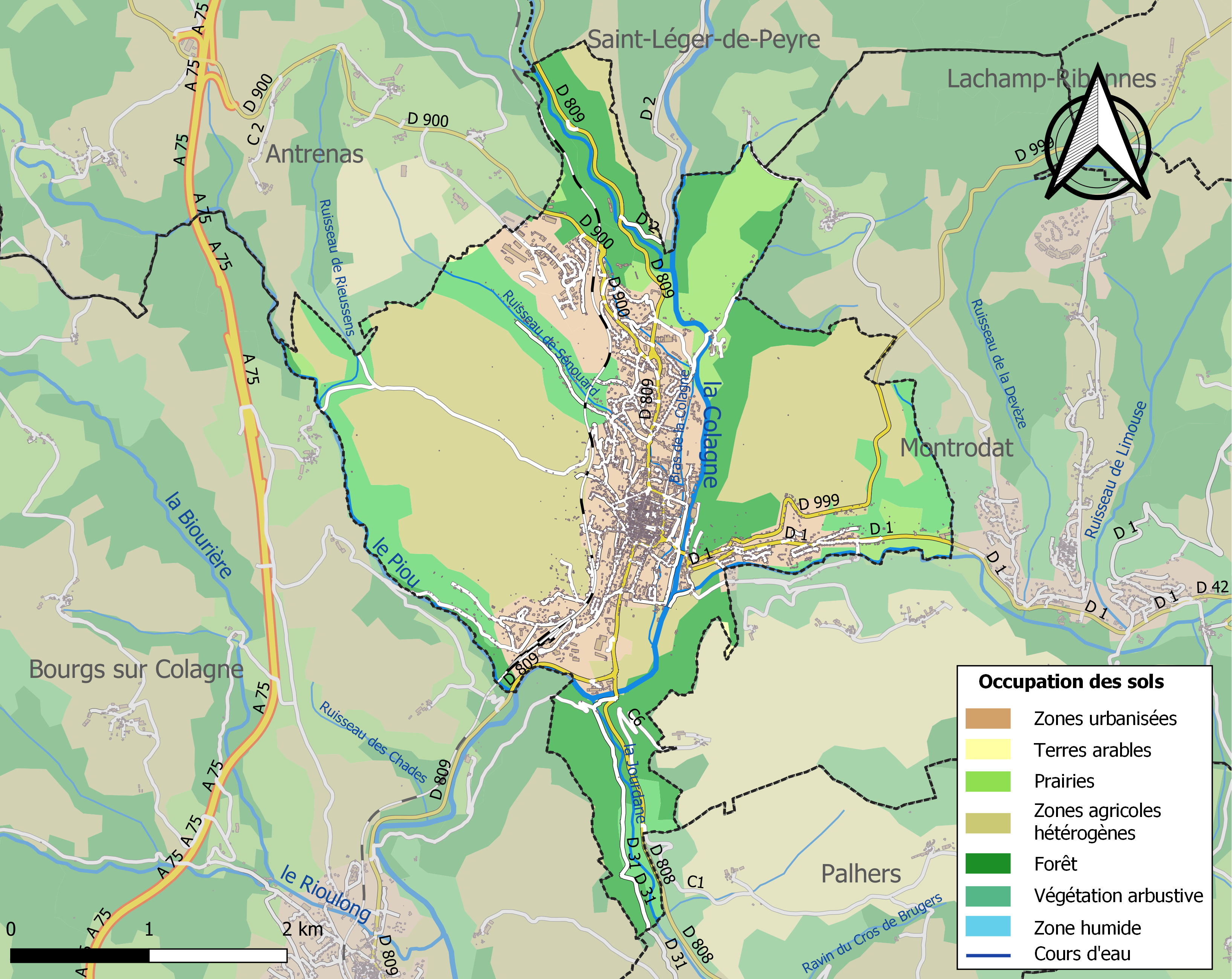
马尔沃若勒土地利用情况地图

马尔沃若勒是一个区域性的中心城市。截止2022年1月，马尔沃若勒市镇范围内共有各类用人单位（包含自雇）749家，平均历史为20年，其中98.96%为中小型企业（PME）。（农具销售）、（砂石开采）及（公路客运）是当地2020年营业额最高的三个企业，分别为4,264,113欧元、1,172,535欧元和825,249欧元。

## 财政与居民收入
2020年，马尔沃若勒的财政收入总额为5,705,600欧元，财政支出总额为4,778,820欧元，当年的债务总额为9,203,850欧元。2021年，马尔沃若勒共获得1,132,603欧元的国家财政补助，比上一年增加了1.06%。
2019年，马尔沃若勒的人均月收入总额为1,929欧元，其中高级职员为3,634欧元，低于法国平均水平（4,230欧元）；中级职员为2,212欧元，低于法国平均水平（2,411欧元）；普通职员为1,657欧元，亦低于法国平均水平（1,740欧元）。
2018年，马尔沃若勒境内的青壮年（15至64岁）失业率为11%，当地43.6%的家庭拥有纳税资格，平均纳税2,865欧元，低于法国平均水平（3,910欧元）。

## 社会事务

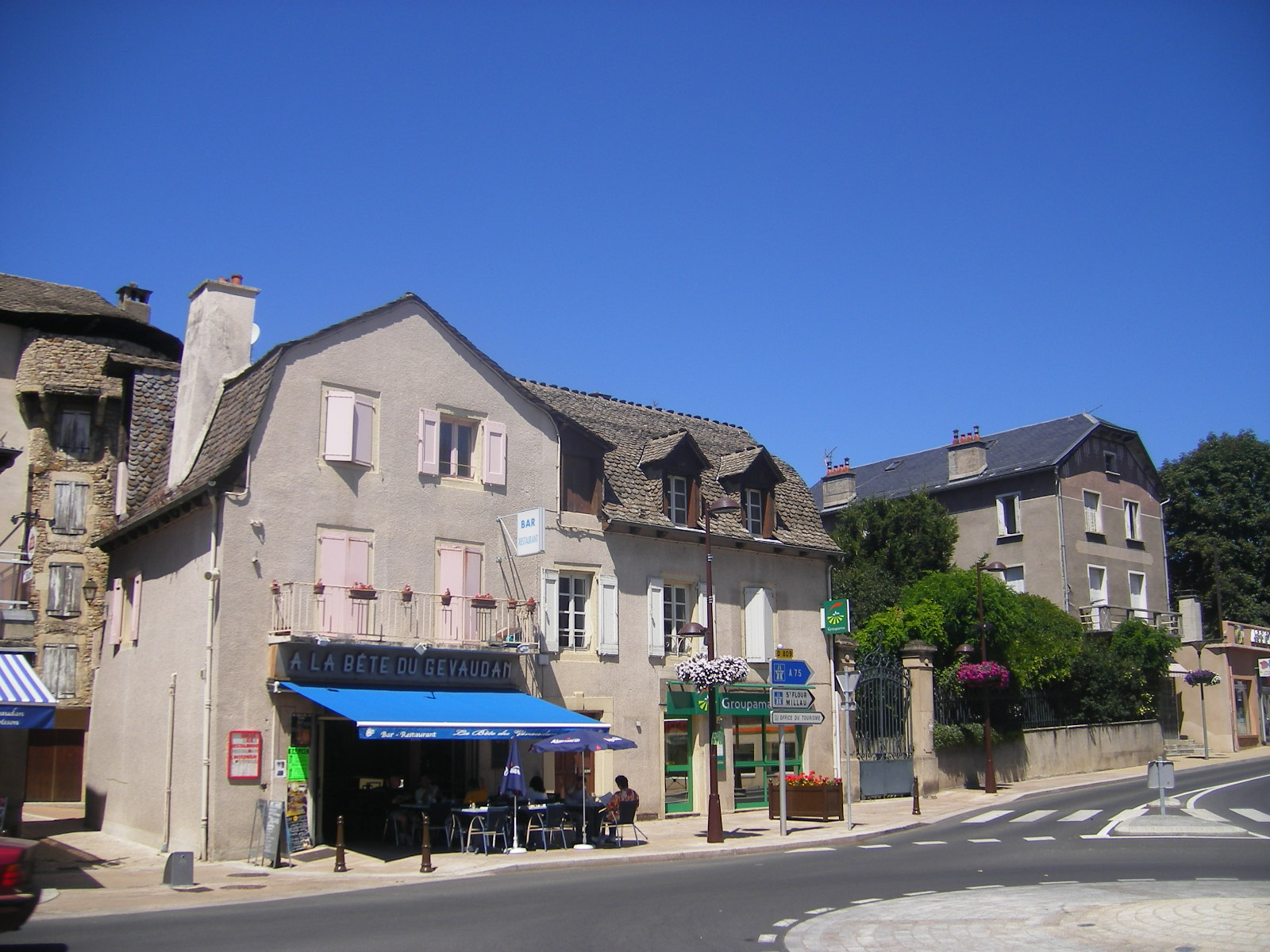
马尔沃若勒镇中心的一家酒吧

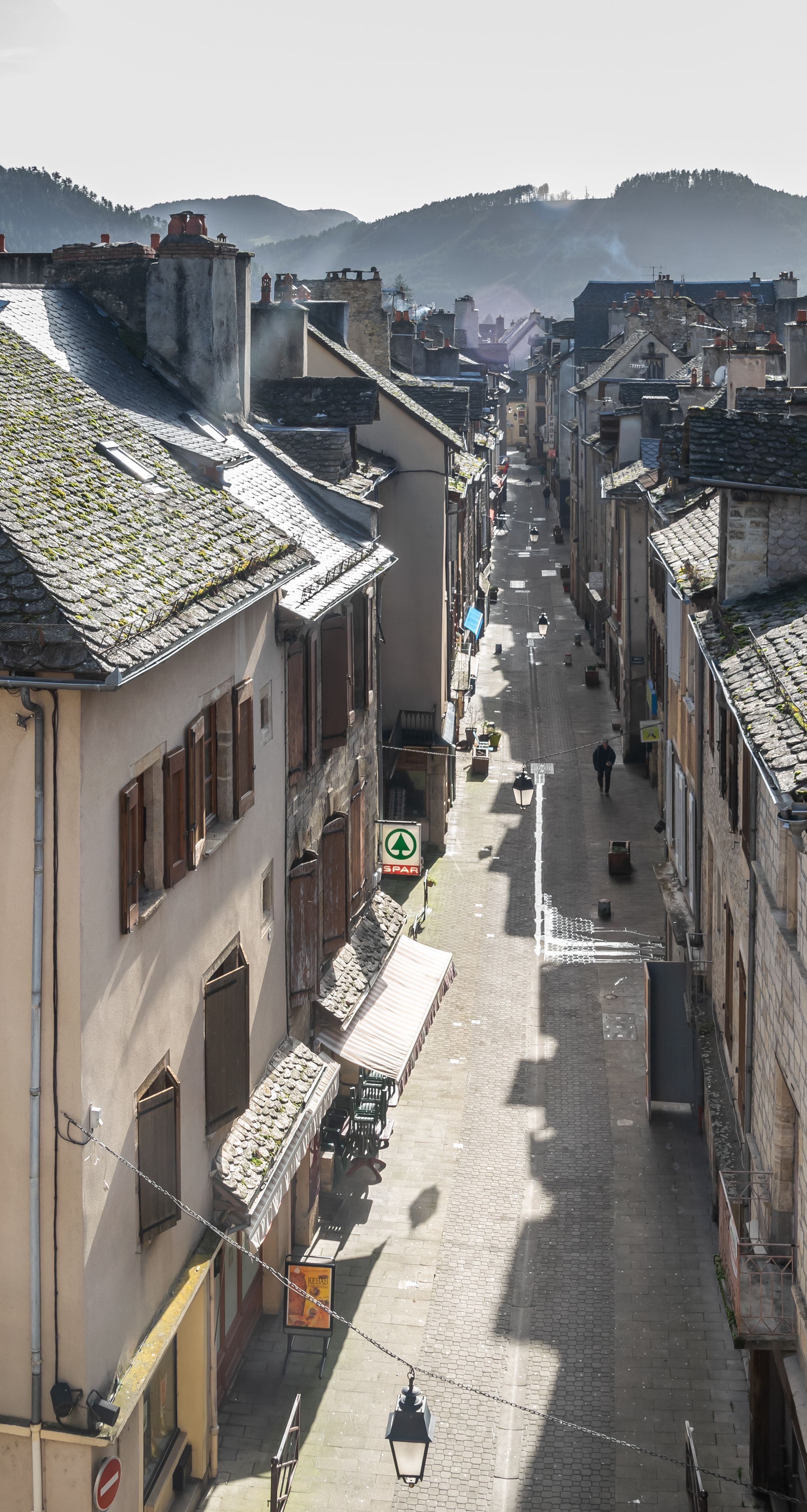
共和国大街

### 教育
马尔沃若勒属于蒙彼利埃学区。截止2020年1月1日，马尔沃若勒境内共有2所小学、2所初级中学、1所普通高中和1所农业高中。2018至2019学年度，马尔沃若勒境内共有在校中等教育阶段学生971名。

### 医疗
截止2020年1月1日，马尔沃若勒境内共有全科医生7名、保健师11名、牙医5名、护士8名、皮肤科医生1名、助产士1名和儿科医生1名。境内共有药房2家、养老院3家、残疾人帮扶中心8家。
马尔沃若勒便民中心医院（Centre Hospitalier de Proximité Marvejols）是法国的一个区域性医疗机构，其主病区位于马尔沃若勒市区，设有床位40个，是当地规模最大的公立综合性医院，其下属的圣雅克养老院（EHPAD Saint Jacques）则有87个床位。

### 住房
2018年，马尔沃若勒境内共有各类住房3,353套，其中49.5%为独立式居民区，50%为集中式居民区。常住房屋占马尔沃若勒市镇范围内居民建筑总量的64.5%。
在住房保障政策方面，2020年，马尔沃若勒境内共有714户家庭获得了住房经济补助，受益人数占总人口数量的15.3%，其中696份为房租补助。

### 商业
2019年，马尔沃若勒境内共有各类实体商铺122家，其中餐厅19家、大型超市4家、面包房6家、肉铺4家、书店2家、装饰品店1家、银行门店5家、美容美发店9家、汽车维修店9家。市中心建有家乐福和欧尚超市，市区南部的火车站街区建有开放式商业街区，有奥乐齐、Intersport等商场。

### 体育
2020年，马尔沃若勒境内共有1家游泳池、1间体育馆、1座综合体育场、6处网球场、1处马术场、4处足球或橄榄球场以及3处篮球或排球场。
截至2022年1月，马尔沃若勒境内共有3家注册足球俱乐部，其中包括一支老年俱乐部（Vétérans）。热沃当足球俱乐部（Gévaudan Football Club，编号582429）是当地的代表性足球队，其青年队2021至2022赛季参加奥克西塔尼大区足球联赛（青年杯）。

### 环境
马尔沃若勒的环境事务由其所属的热沃当市镇公共社区负责。2019年，马尔沃若勒境内共有1家污染企业。

### 治安
2019年，马尔沃若勒市镇范围内有1处宪兵队。
马尔沃若勒所在地是芒德警区的管辖范围。2020年，该警区辖区内共112个市镇累计发生各类案件1,202起，其中盗窃类案件546起，经济类案件203起，毒品交易类案件76起。

## 文化
2020年，马尔沃若勒境内共有1家电影院。马尔沃若勒市政府提供多媒体中心，每周一至六向公众开放。

### 建筑
马尔沃若勒境内有多处历史建筑，其中法国国家文物保护单位包括卡尔斯圣母大教堂、圣朗贝尔城堡等，泰龙门、沙内勒门等城门是当地的地标性建筑物。

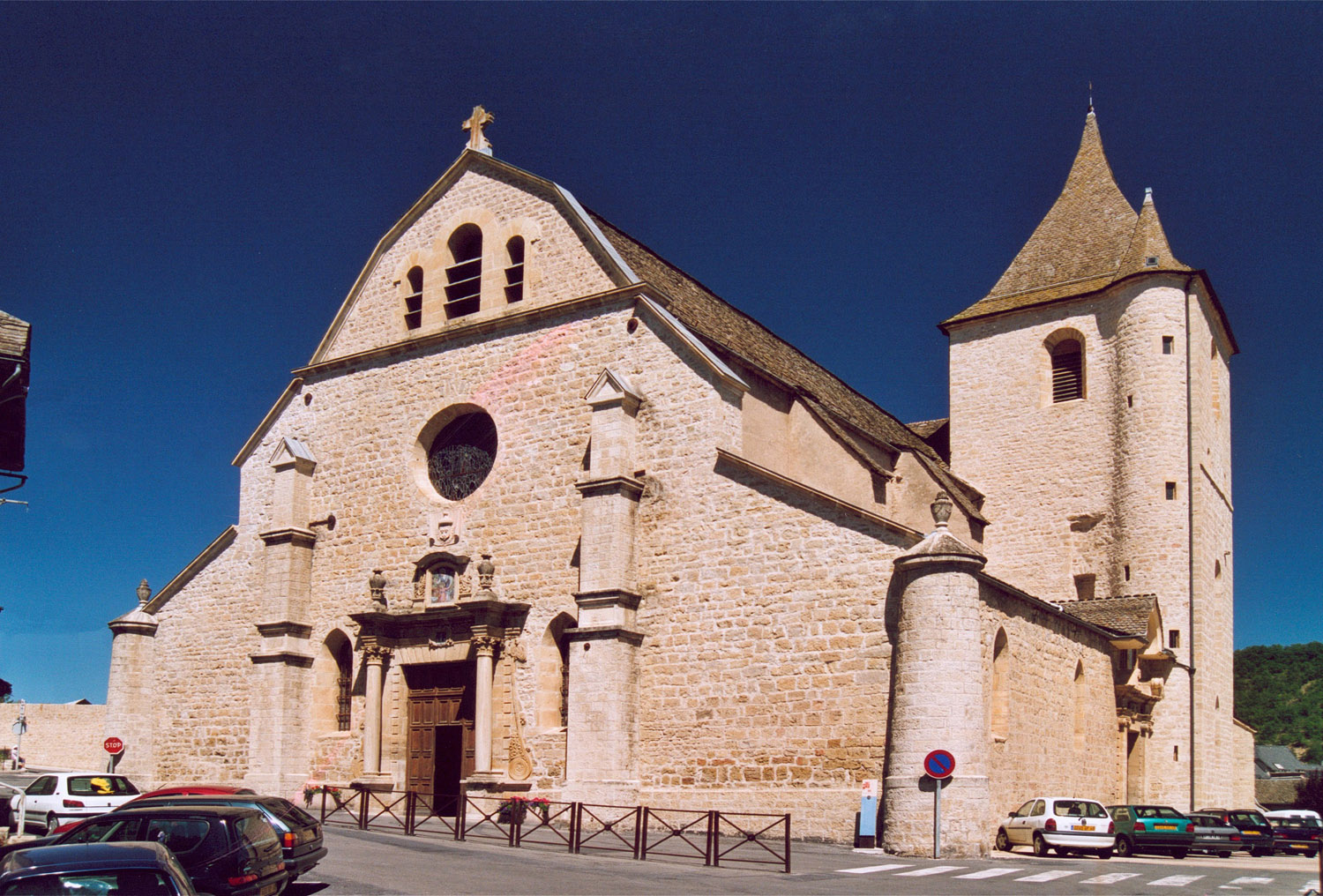
卡尔斯圣母大教堂（法语：Collégiale Notre-Dame-de-la-Carce de Marvejols）
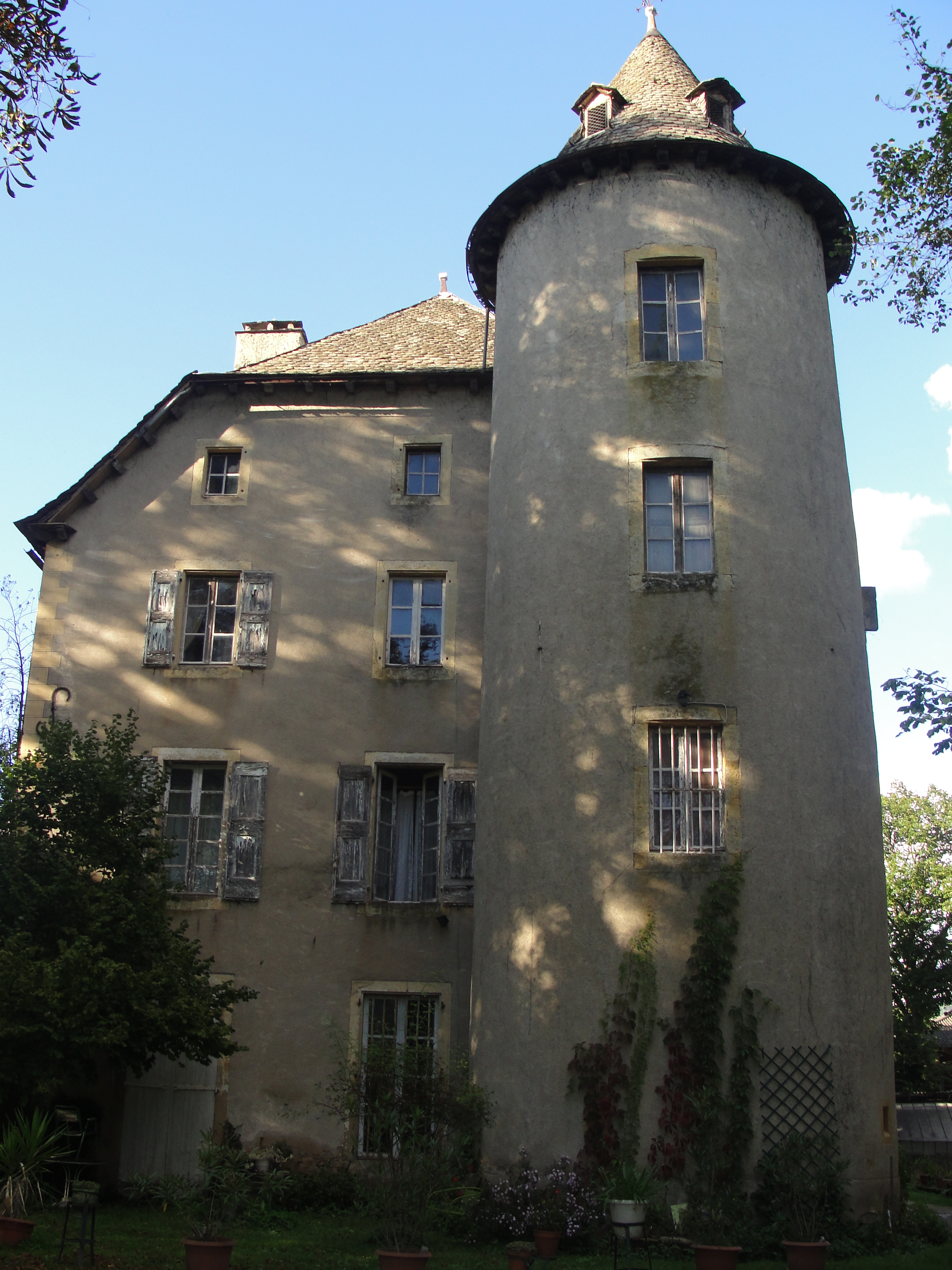
圣朗贝尔城堡（法语：Château de Saint-Lambert）
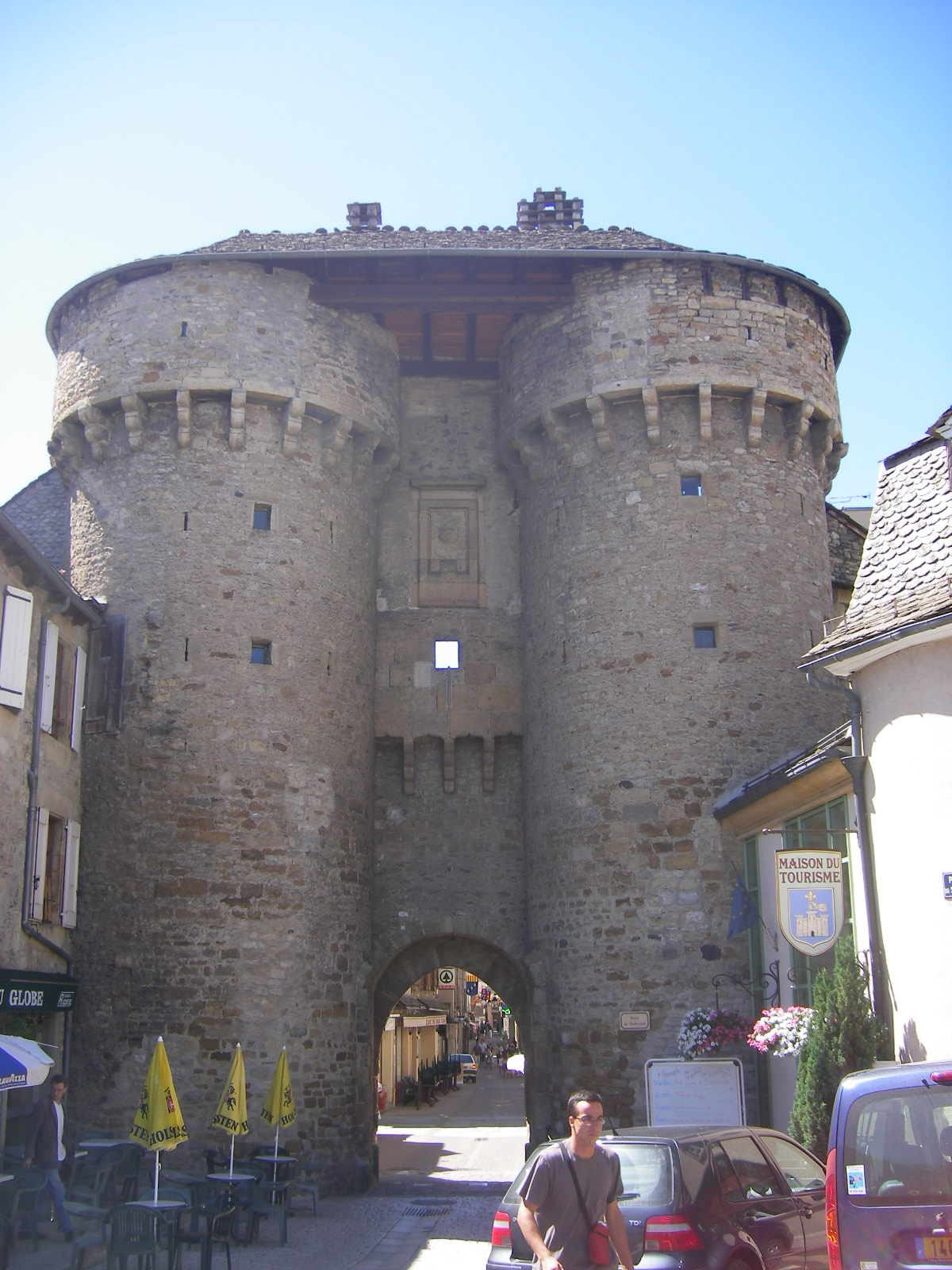
苏贝朗城门（法语：Porte de Soubeyran (Marvejols)）
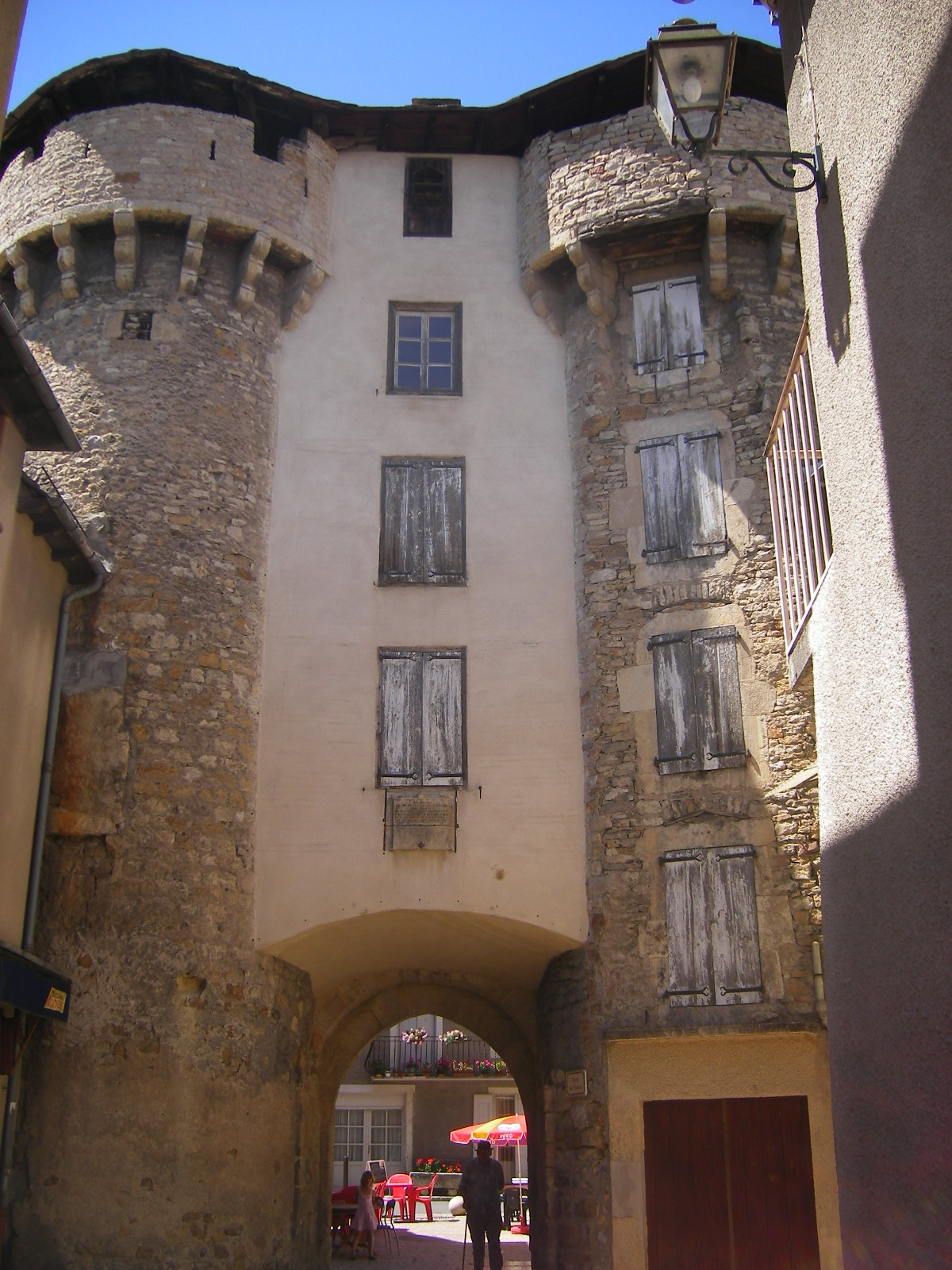
泰龙城门（法语：Porte du Thérond）
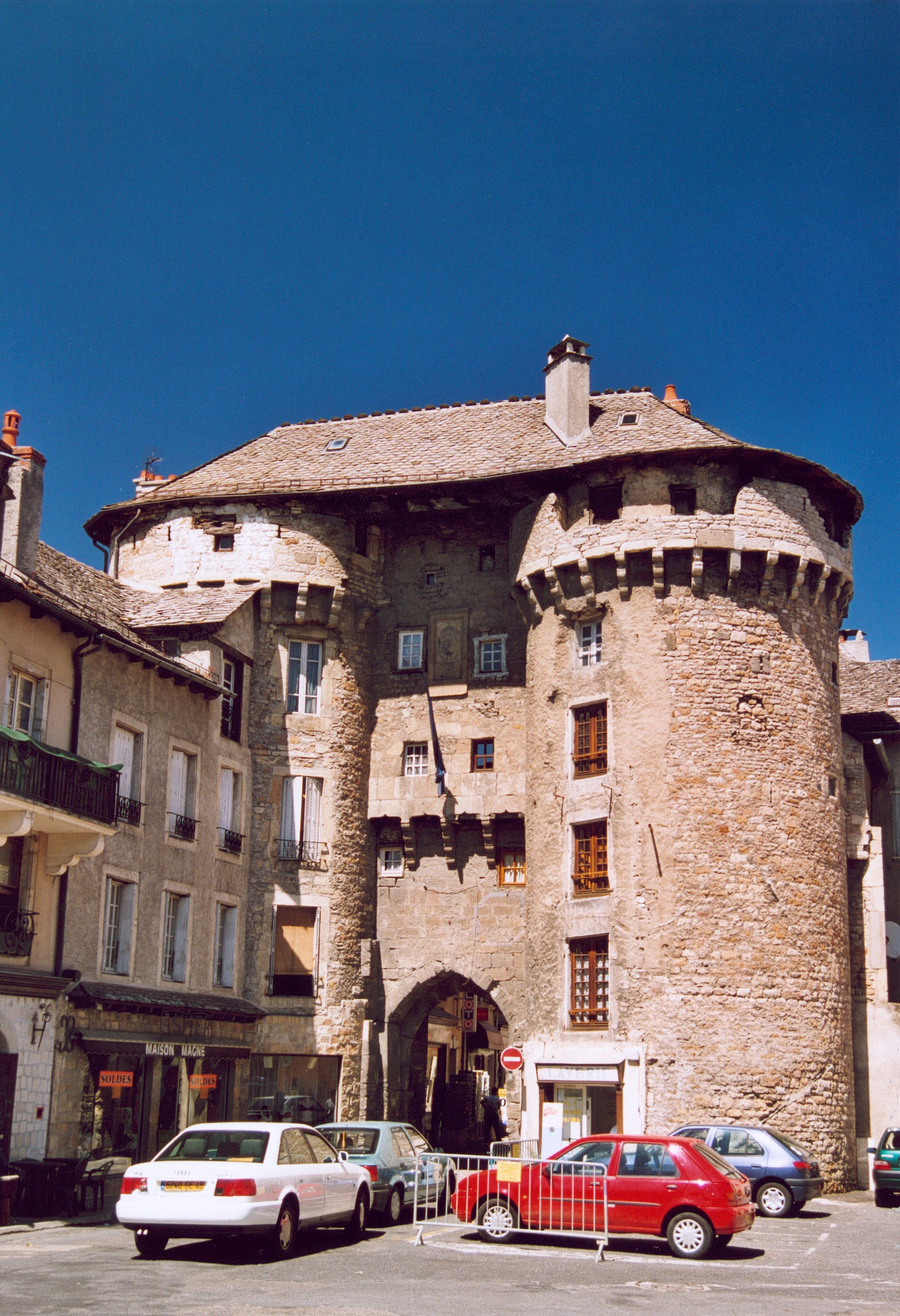
沙内勒城门（法语：Porte de Chanelles）
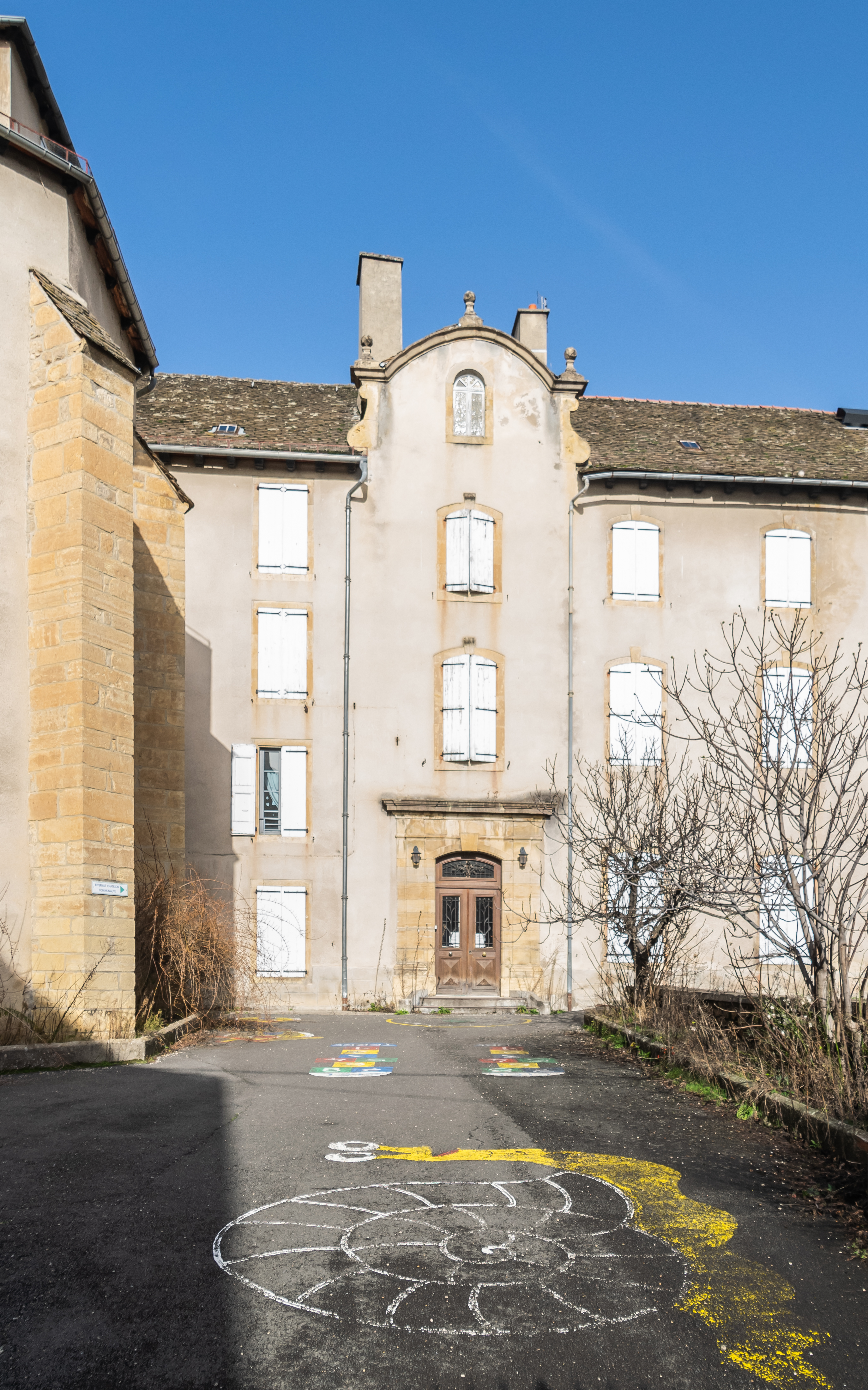
监狱旧址
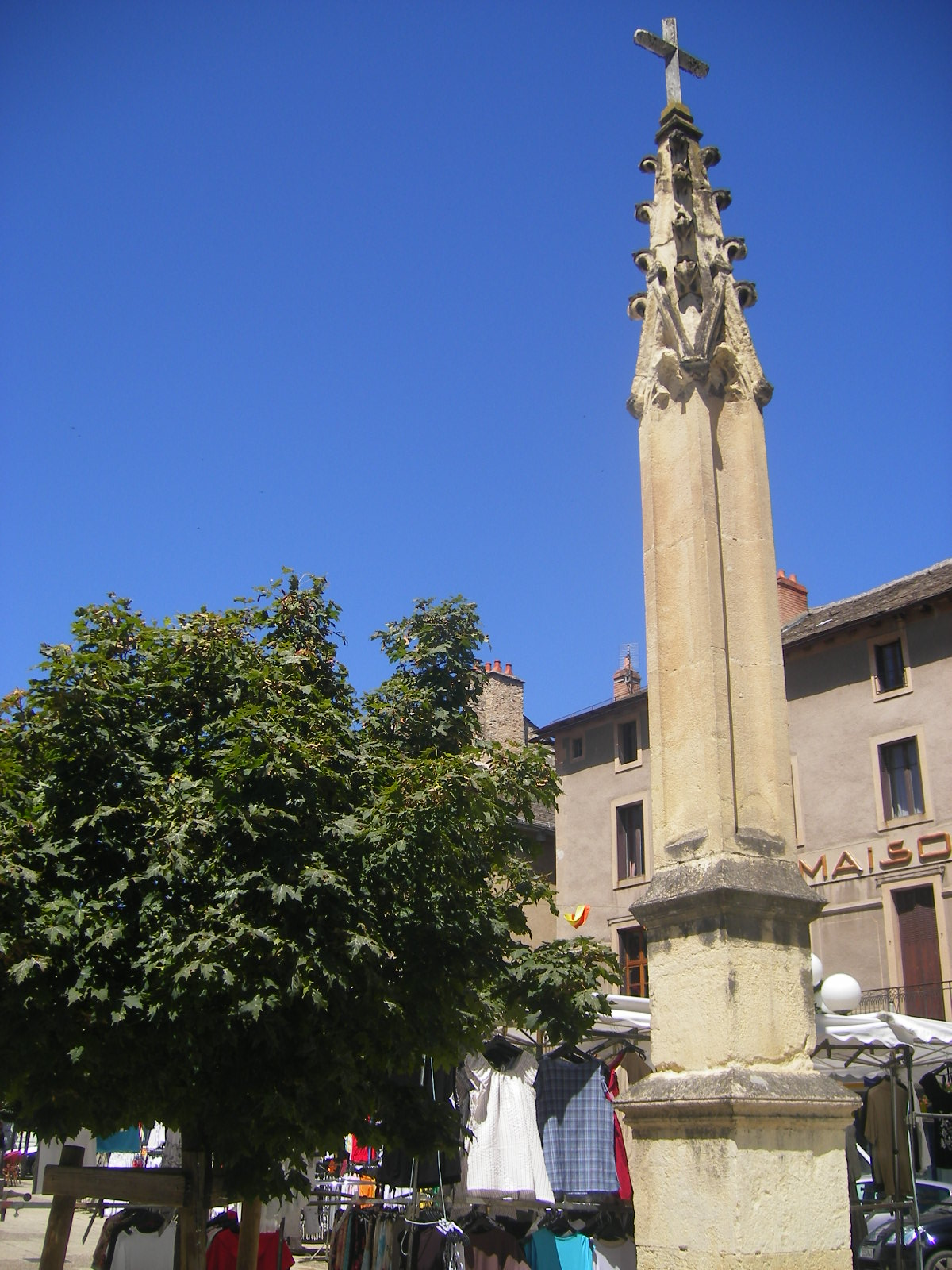
十字广场
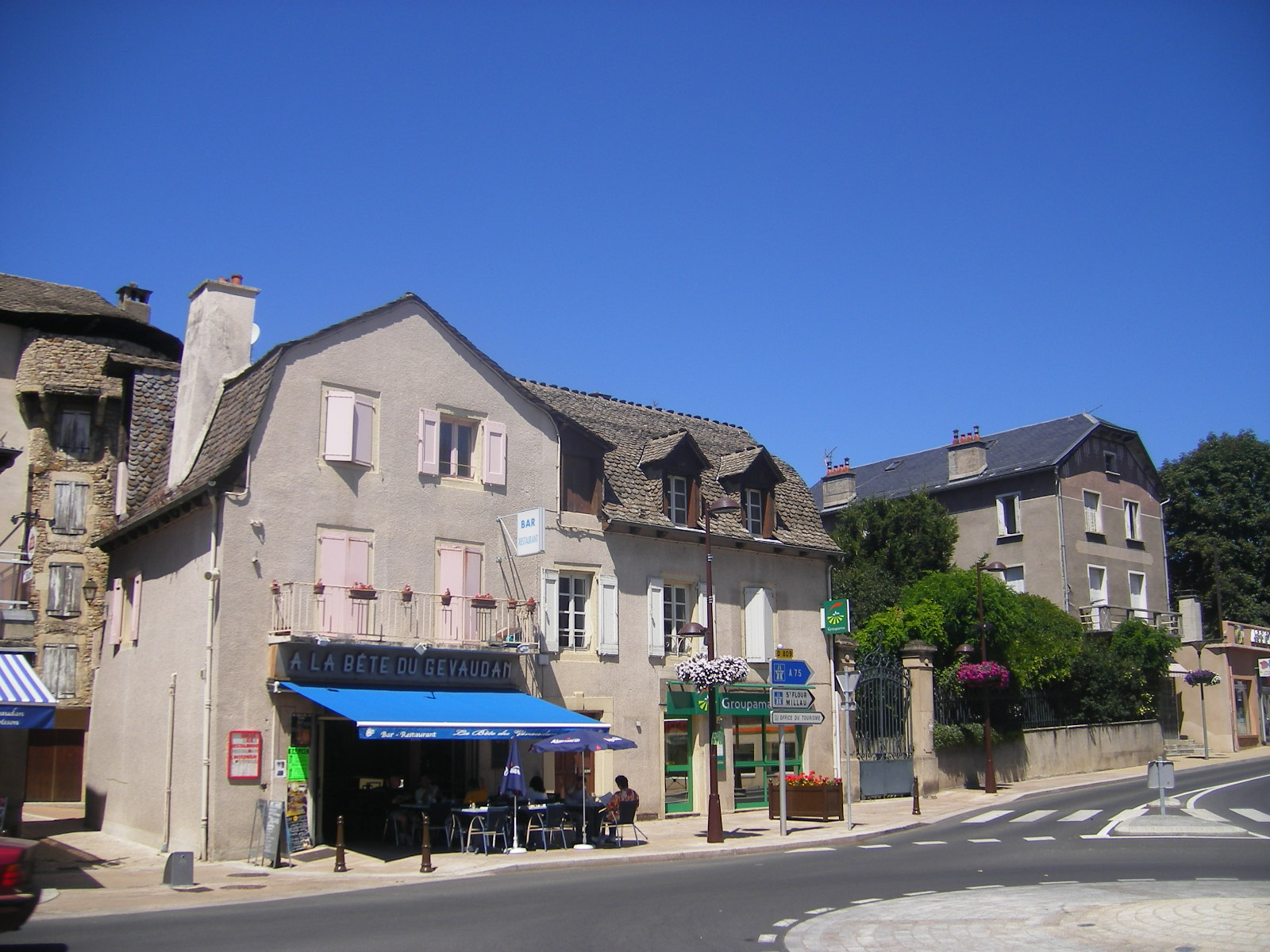
传统民居

### 旅游
马尔沃若勒的旅游事务由其所属的热沃当市镇公共社区负责。2021年，马尔沃若勒境内共有3家酒店共计101间房间。

### 媒体
法国主要的媒体均可在马尔沃若勒接收，法国电视三台下属的奥克西塔尼大区频道在部分时段播出马尔沃若勒所属区域的地方新闻。《自由南方》、《新洛泽尔周报》、蓝色法兰西加尔-洛泽尔广播、若达娜广播等是当地主要的地方性媒体

## 相关人物
法国画家夏尔·格朗东、企业家爱德华·塞韦纳和耶稣会传教士夏尔-路易·拉维涅出生于马尔沃若勒。

## 友好城市
截至2022年1月，马尔沃若勒共与两座城市互为友好城市关系：
- 英国 科克茅斯
- 布吉納法索 锡比